# Битва при Балхе 1648
Битва при Балхе 1648 — вооружённое противостояние между коалицией Бухарского ханства и Казахского ханства с одной стороны и армией империи Великих Моголов с другой.

## Предыстория
В 1646 году правитель Бухары Надир-Мухаммед-хан столкнулся с восстанием своих сыновей. Один из них — Абдулазиз-хан — захватил власть, вынудив отца покинуть страну и искать помощи у императора Великих Моголов Шах-Джахана. Однако последний, под предлогом помощи, направил в регион войска с целью захвата стратегически важного Балхского вилайета. Надир вскоре узнал о настоящих намерениях моголов от одного из эмиров и бежал к шаху Сефевидов — Аббасу II.
Моголы заняли Балх, вывезли в Индию многих представителей местной интеллигенции и духовенства, предоставив им земли в разных частях Индии. Это расценивалось как попытка обезглавить местное общество и упрочить власть захватчиков.
В 1648 году Абдулазиз-хан, не имея достаточных сил, начал собирать коалицию. Согласно «Тарих-и Кипчаки», он устроил курултай с нойонами, шейхами и полководцами, на котором было принято решение обратиться за поддержкой к казахскому хану Жангиру — его недавнему тестю. Из Ташкента прибыли 300 казахских торе с войском численностью до 100 тысяч человек. В результате сформировалась мощная коалиция: узбеки, казахи, каракалпаки и союзники из Хивы двинулись на Балх.

## Силы сторон
Союзная армия включала:
- Узбекские войска под командованием Абдулазиз-хана — около 80 000 человек[3].
- Казахское войско — по Тарих-и Кипчаки хани, составляло около 1 лака всадников (100 000 человек), возглавляемых ханом Жангиром и 300 представителями рода торе (потомков Чингиз-хана)[4]
- Хивинский хан Абулгазы направил 2 000 воинов[2].
- Каракалпакские силы — скорее всего в составе Казахского войско.
- Силы Бабуридов по разным источникам оцениваются в 50 000—100 000 войск[2].

Лак — единица измерения количества, равная 100 тыс.

## Ход битвы
Абд ал-Азиз-хан, возглавив крупное войско, значительную часть которого составляли казахи, выступил в поход на Балх против армии Бабуридов. В «Тарих-и Муким-хани» об этом говорится: «Когда владычество индийцев (над областями Балха) достигло двух лет, высокостепенный государь Абдулазиз-хан, собрав войска Турана, перешел через (Аму-)Дарью и под вращающимся куполом (вселенной) громко забил в барабан войны, заиграл на флейтах битвы...» Существует несколько вариантов перевода этого эпизода из «Тарих-и Кипчаки». А.К. Алексеев пишет, что Абд ал-Азиз-хан вместе с казахскими хаканами, Йалангтуш-бием аталыком из племени алчин и другими, с двумя лаками казахов, узбеков и каракалпаков, переправился через Аму-Дарью и встал лагерем в Кули-Акча. В.П. Юдин указывает, что войско двинулось в сторону Герата и остановилось в Чигинак-Кули и Акча. Э.У. Хуршут, основываясь на Оксфордской рукописи, приводит более развернутый вариант, упоминая ханов Туркестана, представителей различных племен, и уточняет, что цель похода — район Чаганак Кули Акча. Ж.М. Тулибаева передаёт этот эпизод схожим образом. В интерпретации Юдина слово «алчин» ошибочно принято за имя, хотя большинство исследователей правильно определяют его как этноним, что подтверждается письменными и фольклорными источниками. Согласно этим сведениям, союзное войско перешло Амударью в направлении Герата.
Между армиями произошло ожесточённое сражение, которое длилось целый день и не выявило победителя. В течение следующих 50 дней происходили кровопролитные бои. Как говорится в «Тарих-и Кипчаки»: «Из убитых образовались груды трупов. Было похоже на день страшного суда.» Абд ал-Азиз-хан и его союзники перекрыли индийским войскам пути снабжения. Это вызвало голод в Балхе. В «Тарих-и Муким-хани» описывается: «В Балхе сделался такой голод и такая дороговизна, что стоимость одного ослиного вьюка пшеницы дошла до тысячи рупий... Чтобы хоть немного согреться, [гуламы] сжигали тела в печах...» Понимая критичность положения, Шах-Джахан приказал Аурангзибу передать Балх Надир-Мухаммед-хану и вернуться в Индию. Несмотря на преследование со стороны Абд ал-Азиз-хана и Йалангтуш-бия, индийская армия смогла отступить через перевал Гиндукуш.

## Итоги
- Победа коалиции Абдулазиз-хана, казахов и союзников[6].
- Возвращение Балха Надир-Мухаммеду (формально).
- Индийская армия понесла большие потери, часть солдат была продана в плен[7].
- Казахский хан Жангир усилил влияние в Ташкенте, его вклад в победу был признан даже русскими послами[6].
- Экспансия Великих Моголов в Центральную Азию была временно остановлена[2].